# 安村好弘
安村 好弘（やすむら よしひろ、1951年9月22日 - ）は日本の作曲家。

## 経歴
京都市出身。1974年に愛知県立芸術大学を卒業し、1976年に同大学院を修了した。在学中は作曲を石井歓らに師事した。京都女子大学文学部助教授・教授を経て、現在は京都女子大学発達教育学部教授。。2011年は京都女子学園創立100周年記念コンサートのために作曲した『天地悠久』が演奏された。

## 主な作品

### 管弦楽曲
- ピアノと管弦楽のための『舞踊組曲』
- 飛翔
- 交響的断章
- 守・破・離
- 紋様
- 仏教音楽『花ごよみ』
- 仏教音楽『花絵巻』
- 仏教音楽『追憶』
- 仏教音楽『花灯籠』
- （響女オーケストラに捧げる）　管弦楽のための『悠久の章』

### 合唱曲
- 混声合唱曲『ほほえみ』
- 女声合唱曲『何気ない日々』
- 女声合唱曲『手のひら』

### マンドリンオーケストラ
- バラード
- ラプソディ
- オレンジプレリュード
- 破曲
- 2つの間奏曲
- 協奏的変容
- 夏の印象
- シンフォニア
- Barcelona '92
- 雅
- 日本古謡組曲
- 彩模様
- 浪漫
- 花模様
- マンドリンオーケストラの為の万葉『石の章』
- 組曲『飛鳥』
- Romance
- 昴
- 天地創成
- 舞
- KYOTOサンバ
- 風の紋様
- 風のプロムナード
- 月の章
- ソプラノとマンドリンオーケストラの為の『竹取物語』
- 倭の音風景
- 希望

### 器楽曲
- フルートソロのための破曲